# Sycopsis
Sycopsis is een geslacht van uitgestorven weekdieren uit de klasse van de Gastropoda (slakken).

## Soort
- Sycopsis tuberculata (Conrad, 1840) †